# Споменици културе у општини Голубац
Следи списак споменика културе у општини Голубац:
| ИД     | Слика                                       | Назив                                       | Адреса               | Координате                                     | Место               | Градска општина | Општина | Надлежни завод |
| ------ | ------------------------------------------- | ------------------------------------------- | -------------------- | ---------------------------------------------- | ------------------- | --------------- | ------- | -------------- |
| СК 700 | Црква Светог пророка Јеремије у Браничеву   | Црква Светог пророка Јеремије у Браничеву   | Моше Пијаде          | 44.704934°N 21.537376°E / 44.704934, 21.537376 | Браничево (Голубац) |                 | Голубац | СМЕДЕРЕВО      |
| СК 703 | Црква Светог Николе у Голупцу               | Црква Светог Николе у Голупцу               |                      | 44.653006°N 21.631064‎°E / 44.653006, 21.631064‎ | Голубац             |                 | Голубац | СМЕДЕРЕВО      |
| СК 706 | Зграда у Ул. Вељка Дугошевића 110 у Голупцу | Зграда у Ул. Вељка Дугошевића 110 у Голупцу | Вељка Дугошевића 110 | 44.653429°N 21.628421°E / 44.653429, 21.628421 | Голубац             |                 | Голубац | СМЕДЕРЕВО      |
| СК 712 | Кућа Јелице Стричевић у Радошевцу           | Кућа Јелице Стричевић у Радошевцу           |                      | 44.66821°N 21.60371°E / 44.66821, 21.60371     | Радошевац (Голубац) |                 | Голубац | СМЕДЕРЕВО      |
| СК 824 | Стара кућа Милана Гајића у Малешеву         | Стара кућа Милана Гајића у Малешеву         |                      | 44.622991°N 21.6071°E / 44.622991, 21.6071     | Малешево (Голубац)  |                 | Голубац | СМЕДЕРЕВО      |
| СК 977 | Голубачки град                              | Голубачки град                              |                      | 44.653581°N 21.643097°E / 44.653581, 21.643097 | Голубац             |                 | Голубац | СМЕДЕРЕВО      |